# Tomasz Kosztowniak
Tomasz Kosztowniak (ur. 13 stycznia 1977 we Wrocławiu) – polski piłkarz, w latach 1994–2019 występujący na pozycji środkowego napastnika.